# Брандт, Лев Иванович
Лев Иванович Брандт (24.02.1899—1943) — российский и советский спортсмен, Заслуженный мастер спорта СССР (хоккей с мячом, 1934).

## Карьера
Вся игровая карьера Льва Брандта прошла в одной команде. В 1914 году он пришёл в младшую команду ОЛЛС/ОППВ/ЦДКА. В 1922—1935 годах он выступает за взрослую команду ОЛЛС — ОППВ — ОЛЛС/ОППВ/ЦДКА. Считался лучшим левым нападающим Москвы. Отличался манёвренностью, высокой скоростью, работоспособностью. Отлично взаимодействовал с товарищами по команде. В 1934 году в числе первых хоккеистов с мячом получил высокое звание заслуженного мастера спорта.
Как и большинство игровиков того периода хорошо играл и в другие игры (футбол, волейбол, баскетбол). Многократный чемпион СССР и Москвы по лыжным гонкам и лёгкой атлетике, победитель (в составе команды ОЛЛС) первой легкоатлетической эстафеты по Садовом кольцу (1922).
Был одним из лучших тренеров по лёгкой атлетике и лыжам. Его воспитанником был рекордсмен СССР по стипль-чезу П. Степанов (ЗМС, 1951).

## Спортивные результаты

### Соревнования

#### Чемпионаты СССР по лёгкой атлетике
| Год  | Город  | Дата                  | Дисциплина                                    | Результат  | Место |
| ---- | ------ | --------------------- | --------------------------------------------- | ---------- | ----- |
| 1920 | Москва | 20 июля               | 1500 м                                        | 4.28,5     | I     |
| 1920 | Москва | 25 июля               | Шведская эстафета (800+400+200+100)           | 3.42,4     | I     |
| 1922 | Москва | 7 сентября            | 800 м                                         | 2.04,4     | I     |
| 1922 | Москва | 4 сентября            | 1500 м                                        | 4.23,2     | I     |
| 1922 | Москва | 9 сентября            | 3х1000 м                                      | 8.19,2     | I     |
| 1922 | Москва | 10 сентября[уточнить] | 800+400+209+200 м                             | 3.55,5     | I     |
| 1922 | Москва | 6 сентября            | Шест                                          | 3,10       | III   |
| 1923 | Москва | 5 сентября            | 800 м                                         | 2.02,8 NR* | I     |
| 1923 | Москва | 1—8 сентября          | 1500 м                                        | 4.17,5     | I     |
| 1923 | Москва | 1—8 сентября          | 110 м с/б                                     | 17,8       | II    |
| 1923 | Москва | 1—8 сентября          | Шест                                          | 3,31       | II    |
| 1923 | Москва | 1—8 сентября          | Пятиборье (длина, копье, 200 м, диск, 1S00 м) | 2359       | I     |
| 1923 | Москва | 1—8 сентября          | Десятиборье                                   | 5840,465   | I     |
| 1924 | Москва | 31 августа—6 сентября | 800 м                                         | 2.06,0     | I     |
| 1924 | Москва | 31 августа—6 сентября | 1500 м                                        | 4.19,6     | I     |
| 1924 | Москва | 31 августа—6 сентября | 5000 м                                        | 16.38,4    | I     |
| 1924 | Москва | 31 августа—6 сентября | 110 м с/б                                     | 17,7       | III   |
| 1924 | Москва | 7 сентября            | Шест                                          | 3,30       | II    |
| 1924 | Москва | 4—5 сентября          | Десятиборье                                   | 7345,57    | II    |

#### Хоккей с мячом
- Серебряный призёр чемпионата Москвы — 1927, 1928
- Серебряный призёр чемпионата РСФСР — 1924, 1928 (в составе сборной Москвы).